# Edgar Marcelino
Edgar Carvalho Figueira Marcelino (ur. 10 września 1984 w Coimbrze) – portugalski piłkarz, pomocnik Goa ISL team.

## Sukcesy
- Puchar Cypru w piłce nożnej: 2008–2009